# Edward Lamson Henry
Edward Lamson Henry (Charleston, 12 de enero de 1841 - Ellenville, 9 de mayo de 1919), comúnmente conocido como E.L. Henry, fue un pintor de género estadounidense.

## Biografía
Aunque nació en Charleston, Carolina del Sur a los siete años sus padres habían fallecido por lo que Henry se mudó a vivir con sus primos a la ciudad de Nueva York. Comenzó a estudiar pintura allí y en la Academia de Bellas Artes de Pensilvania en Filadelfia. En 1860 fue a París, donde estudió con Charles Gleyre y Gustave Courbet, aproximadamente al mismo tiempo que Claude Monet, Pierre-Auguste Renoir, Frédéric Bazille y Alfred Sisley.
En 1862, regresó a Estados Unidos, donde se desempeñó como empleado en un barco de transporte de la Unión en la guerra civil estadounidense. Después de la guerra retomó su pintura, con muchas obras inspiradas en sus experiencias en la guerra. Se mudó al prestigioso edificio Tenth Street Studio en Greenwich Village, donde Winslow Homer también tenía un estudio. En 1869, Henry fue elegido miembro de la Academia Nacional de Diseño de Nueva York.
Falleció en su casa de Ellenville, Nueva York el 9 de mayo de 1919.

## Cuadro

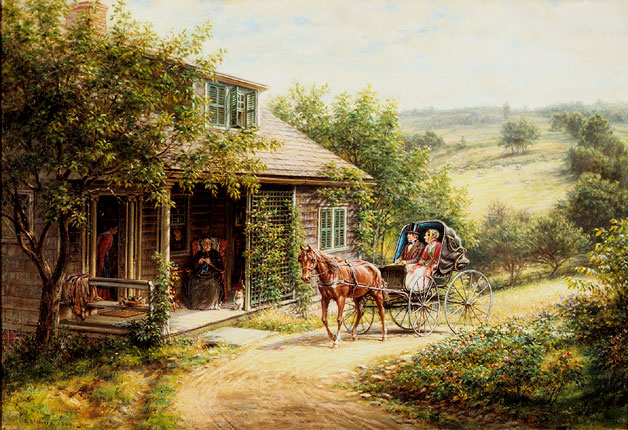
Visitantes inesperados, una pintura típica de la nostalgia rural.

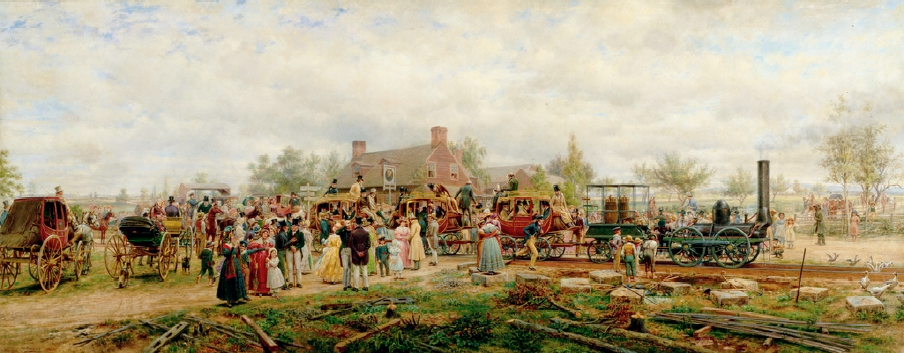
El primer tren de ferrocarril en Mohawk y Hudson Road, 1892-93.

Como pintor de temas e incidentes de la vida rural colonial y estadounidense temprana, muestra un humor pintoresco. Entre sus composiciones más conocidas se encuentran algunos de los primeros viajes en ferrocarril, incidentes de viajes en diligencia y en barco por el canal, representados con mucho detalle en una escala de minutos.
Henry era miembro de la Sociedad Histórica de Nueva York. Debido a su gran atención al detalle, sus pinturas fueron tratadas por sus contemporáneos como auténticas reconstrucciones históricas. En 1884, Henry y su esposa Frances Livingston Wells se mudaron a la ciudad de Cragsmoor en las Montañas de Catskill del norte de Nueva York, donde ayudaron a fundar una colonia de artistas. Henry adquirió una gran colección de antigüedades, fotografías antiguas y una variedad de artículos de la cultura estadounidense, a partir de los cuales investigó sus pinturas. Su esposa Frances dijo que "Nada le molestaba más que ver una rueda, un poco de arquitectura, etc. dibujados descuidadamente o fuera de la hora que se suponía que debía representar".
Las "ficciones históricas" de Henry retrataban a menudo un Estados Unidos idílico y agrario, relativamente imperturbable por la Guerra Civil o por los crecientes fenómenos de industrialización, urbanización e inmigración que estaban teniendo lugar durante el período en el que pintó.
Las pinturas de Henry fueron extremadamente populares a lo largo de su vida. El profesor de arte William T. Oedel escribió sobre su legado: "Quizás ningún artista jugó de manera tan consistente y duradera con el culto estadounidense a la nostalgia en el último cuarto del siglo XIX como Edward Lamson Henry".

## Galería

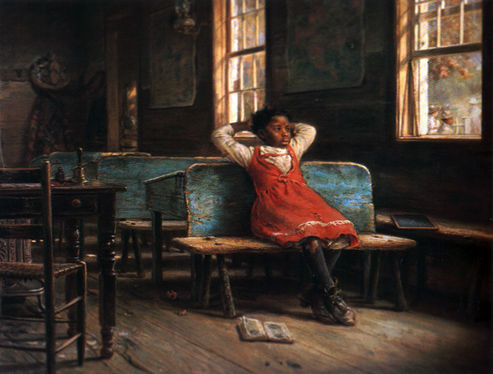
Kept In, 1888. La raza fue un tema en muchas de las pinturas de Henry, inspirado en su época en la Guerra Civil.
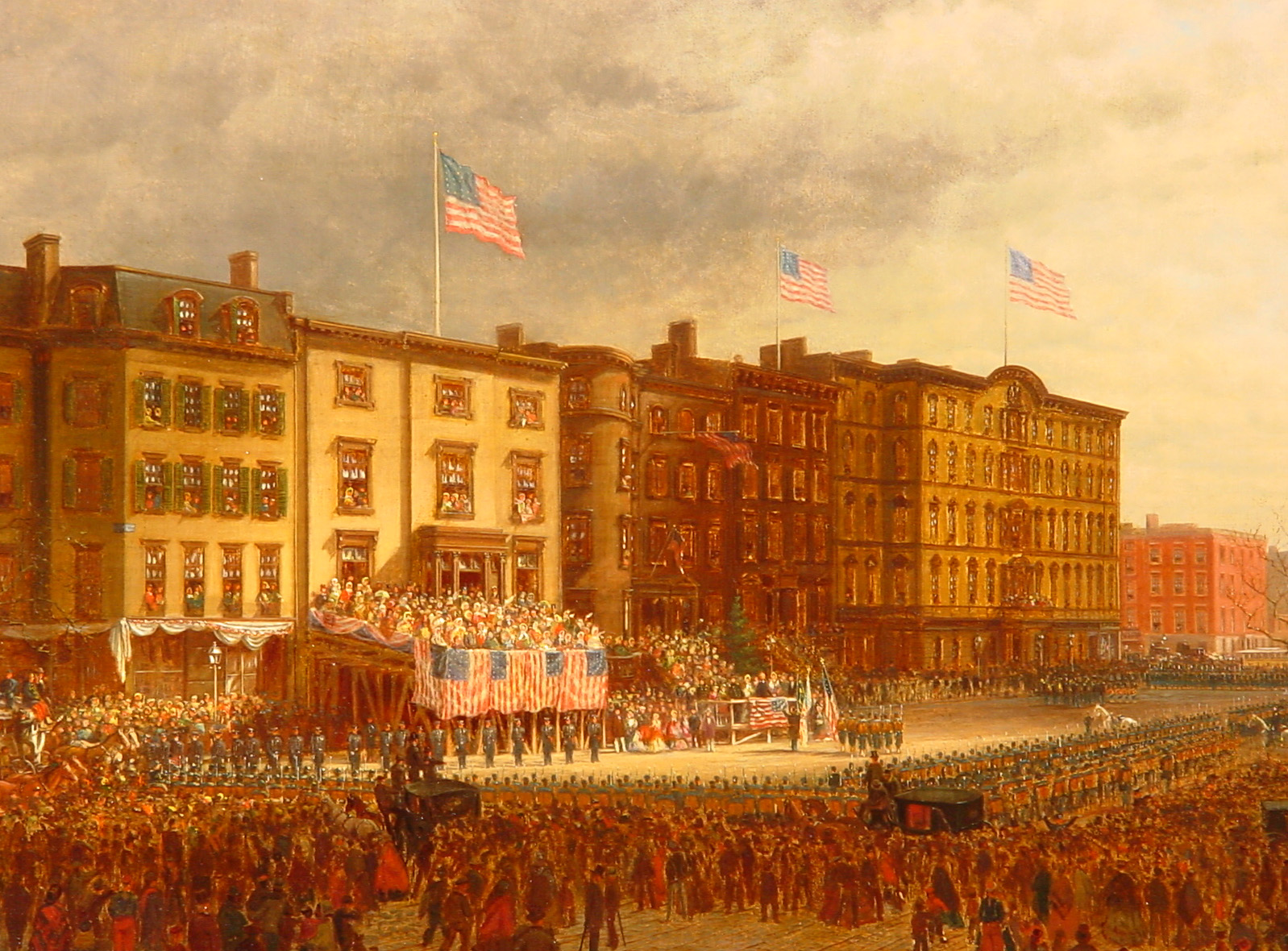
Presentación de colores, 1864 muestra el equipamiento de dos regimientos afroamericanos de la Guerra Civil en el Union League Club of New York.
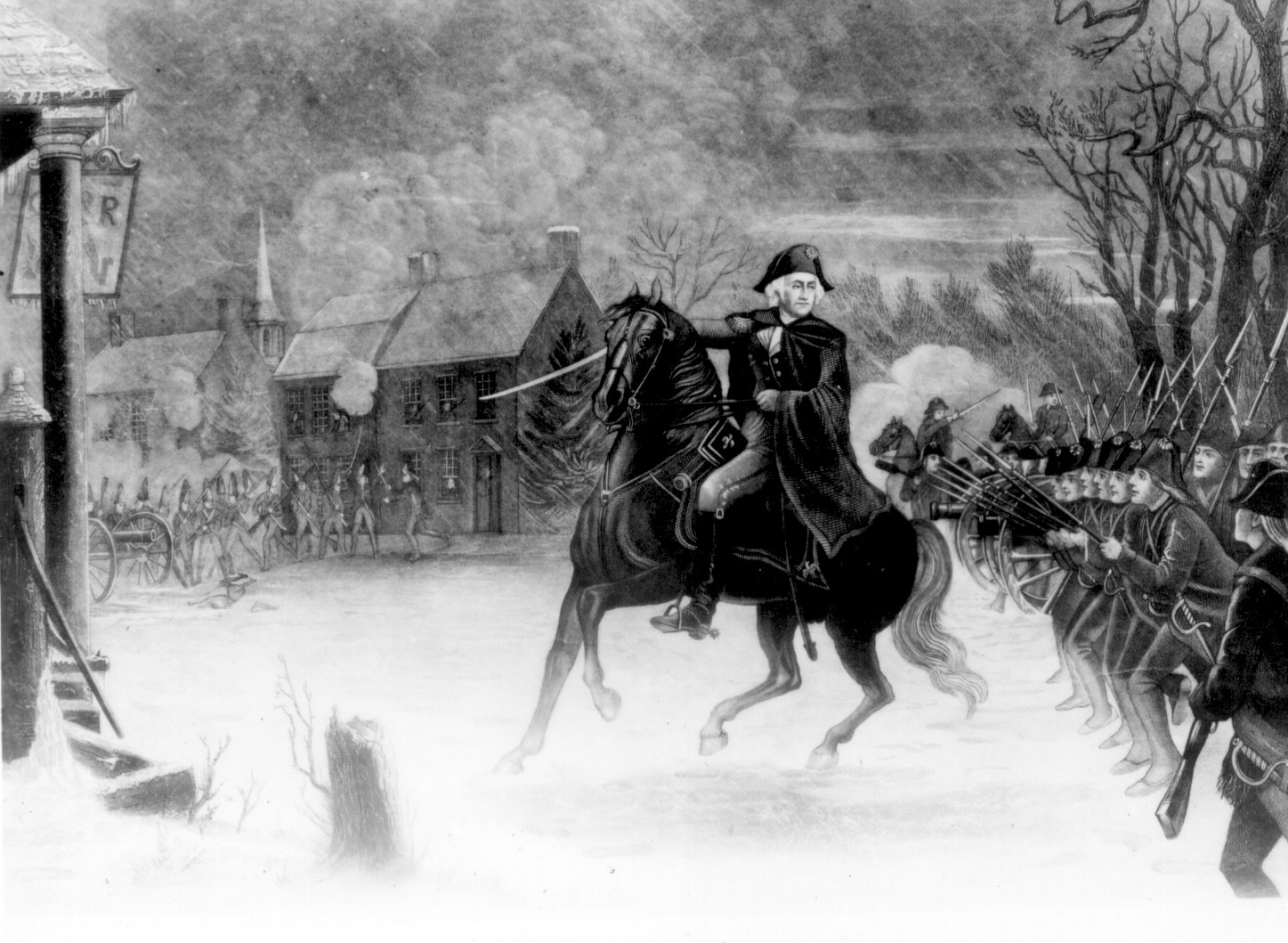
Washington en la batalla de Trenton, un grabado según una pintura de Henry.
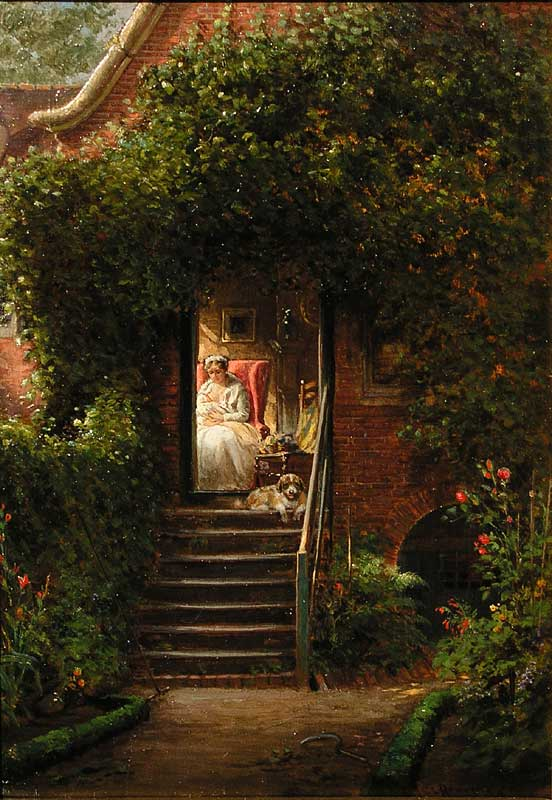
Maternidad. Gran parte del trabajo de Henry idealizó los valores estadounidenses tradicionales.
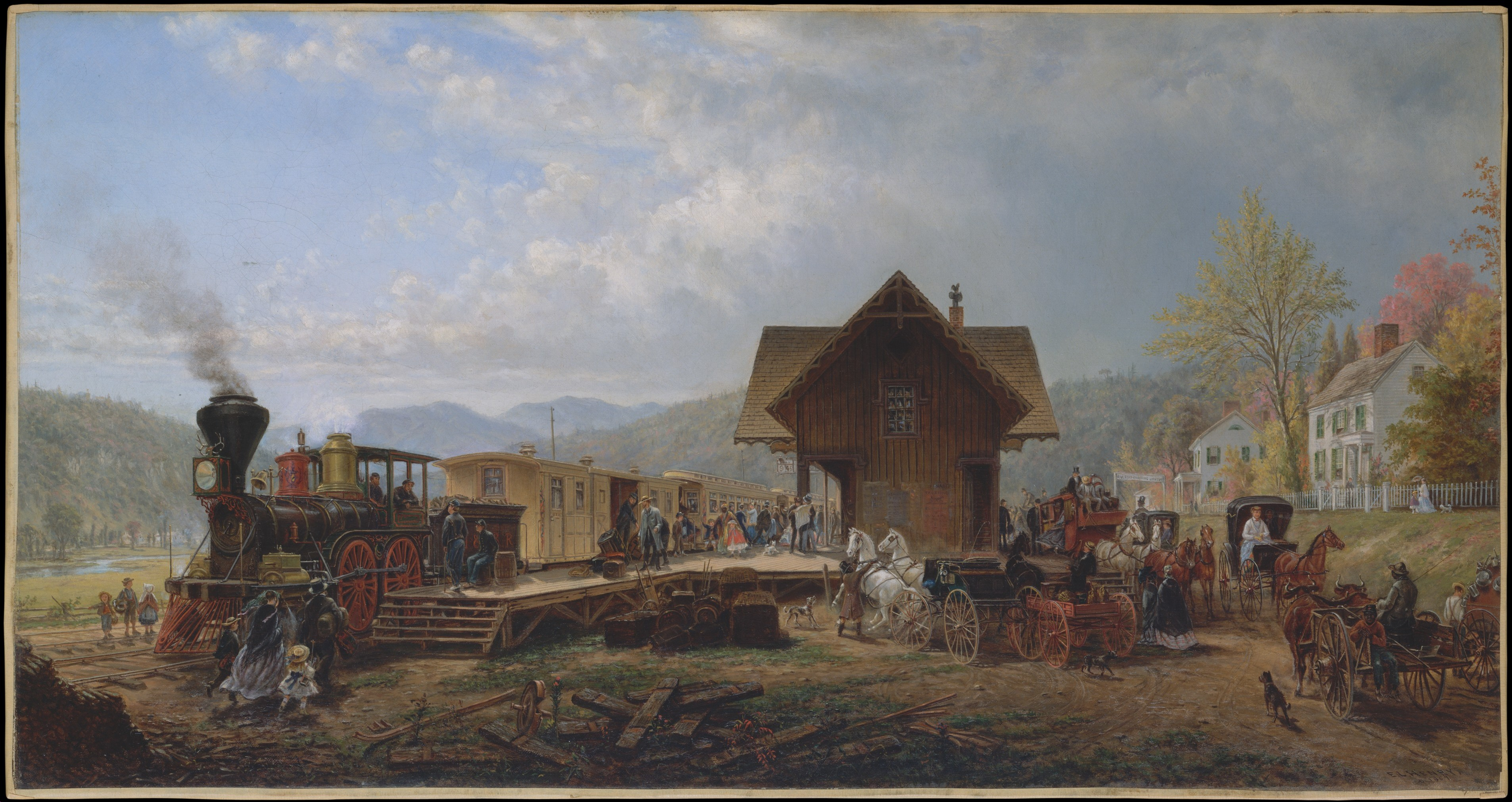
El alojamiento de las 9:45, óleo sobre lienzo, 1867.